# Granta (Literaturzeitschrift)
Granta ist eine englische Literaturzeitschrift, die 1899 von Studenten an der Universität Cambridge gegründet wurde. Seit 1979 wird die Zeitschrift kommerziell erfolgreich betrieben. 2019 wurde die rechtliche Form in eine Stiftung umgewandelt. Der Stiftungssitz befindet sich in Kensington, London.

Granta-Logo

Die Zeitschrift erscheint vierteljährlich und enthält sowohl Belletristik als auch Sachtexte verschiedener Autoren im Taschenbuchformat. Sie veröffentlicht neue literarische Werke, Memoiren, journalistische Texte, Fotografie und Poesie von Autoren aus aller Welt. Granta gilt seit den 1980er Jahren als eine der renommiertesten Literaturzeitschriften der englischsprachigen Welt.

## Geschichte

### Die ersten neunzig Jahre
Die Zeitschrift wurde 1889 von Studenten der Universität Cambridge als The Granta gegründet, eine Zeitschrift für studentische Politik und Literatur, benannt nach dem Fluss Granta, dem mittelalterlichen Namen der Cam, die durch Cambridge fließt.

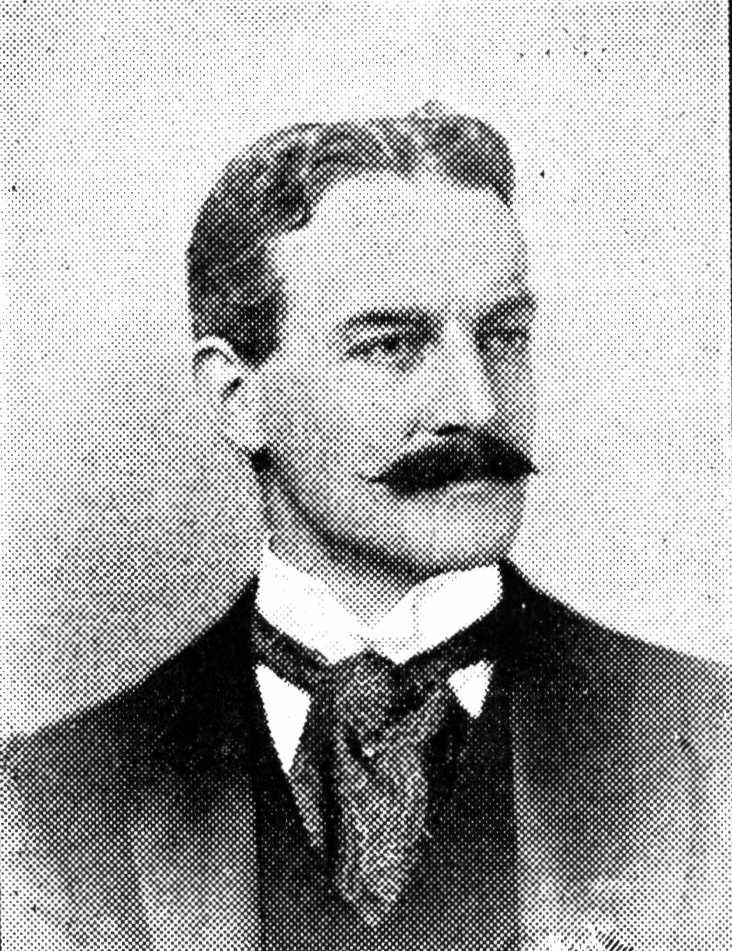
Der erste The Granta-Herausgeber: R. C. Lehmann

Der erste Herausgeber der Zeitschrift war Rudolph Chambers Lehmann. Lehmann wurde später Schriftsteller und ein bekannter britischer Politiker, der im Unterhaus saß. Er schrieb häufig für das britische
Humor- und Satiremagazin Punch. Weitere frühe Redakteure der Zeitschrift waren der englische Übersetzer und berühmte Cricketspieler Richard Prescott Keigwin und der Dichter und Schriftsteller Edward Shanks.
Granta stand immer einem breiten Spektrum von Mitwirkenden offen. Es war nicht notwendig, Mitglied der Universität zu sein, um in The Granta zu veröffentlichen. Die Redakteure waren jedoch ausnahmslos Studenten. Damals wurden die Redakteure für neun Ausgaben ernannt, drei pro Semester eines vollen akademischen Jahres. Es war üblich, dass die scheidenden Redakteure sich auf ihre Nachfolger einigten, die in der Regel ein Triumvirat bildeten.
In dieser Zeit veröffentlichten sie die Frühwerke von Schriftstellern wie A. A. Milne, Michael Frayn, Stevie Smith, Ted Hughes, Arthur Conan Doyle, Sylvia Plath, E. M. Forster und Michael Redgrave.
Wie sich der spätere, erste kommerzielle Herausgeber von Granta, Bill Buford, erinnert, war die Zeitschrift nicht von Professionalismus geprägt: The Granta war eine 32-seitige, fotokopierte Zeitschrift, die zuvor sporadisch und unregelmäßig von der Universität herausgegeben wurde und nach Bufords Erinnerung „von Leuten in Sandalen an Touristen verkauft“ worden war.

### Von der Studentenzeitschrift zur literarischen Vierteljahresschrift
1979 wurde die Zeitschrift nach großen finanziellen Schwierigkeiten und einem Mangel an Mitarbeit und Beiträgen neu aufgelegt und in Granta Magazine umbenannt. Die Cambridge-Postgraduierten Bill Buford und Peter de Bolla begründeten die neue Phase von Granta, die darauf abzielte, die besten neuen Autoren aus der ganzen Welt zu veröffentlichen, anstatt sich nur auf studentische Einsendungen oder bekannte Kontakte zu beschränken. Als Amerikaner wandte sich Buford für die erste Ausgabe des Magazins an viele US-amerikanische Autoren und erweiterte so das Spektrum der in Granta vertretenen Autoren. Die erste Ausgabe enthielt Beiträge von Paul Auster und Susan Sontag. Zur positiven Überraschung verkaufte sich die erste Ausgabe bereits 800 Mal. Die Zeitschrift bekam das Format eines Taschenbuches, die erste Ausgabe hatte 208 Seiten und die Zeitschrift erschien von da ab viertjährlich.
Granta Magazine hatte sich in den achtziger und neunziger Jahren einen Namen gemacht, indem es neue Autoren aus aller Welt sowie führende britische Erzähler ihrer Generationen entdeckte. Zu ihnen gehörten Gabriel García Márquez, Doris Lessing. Salman Rushdie, Ian McEwan und Hanif Kureishi. So bescheinigt auch der Anglist Myles Oldshaw (Duke University) in seinem Artikel Granta and the Advent of the Contemporary (Journal of Modern Literature 43.1 (Herbst 2019)), Granta eine hohe literarische Relevanz: „Ursprünglich ein Kanal für amerikanische literarische Einflüsse – die erste Ausgabe war dem ‚New American Writing‘ gewidmet, die dritte verkündete ‚The End of the English Novel‘ – wurde sie im Laufe der 1980er Jahre zu einer viel umfassenderen Zeitschrift für englischsprachige Literatur, die Generationen von Schriftstellern und Lesern begeistert hat.“ „Eine der berühmtesten Granta-Ausgaben – die Frühjahrsausgabe 1983, die dem Thema ‚The Best of Young British Novelists‘ gewidmet ist – zeigt, wie sich Vision und Opportunismus, Lesererkennung und Marketing-Flair im redaktionellen Handeln verbinden können.“

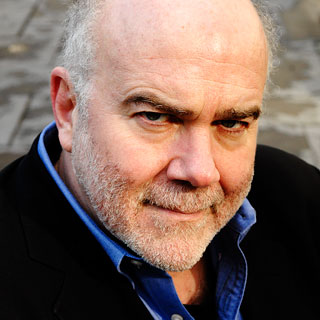
Bill Buford: Granta-Herausgeber 1979–1995

### Weitere Expansion
1989 wurde in Zusammenarbeit mit dem Verlag Penguin Books, der das Magazin finanziell unterstützte und den Vertrieb übernahm, mit Granta Books von Buford ein Verlag gegründet, der anfänglich sechs Bücher im Jahr herausbrachte. Zu den ersten Titeln gehörten Einst in Europa von John Berger, Das Abenteuer des Miguel Littín – Illegal in Chile von Gabriel García Márquez’, Der Blick von unten. Reportagen aus sechs Jahrzehnten von Martha Gellhorn und Nicholson Bakers Rolltreppe oder die Herkunft der Dinge. Später veröffentlichte Buford Salman Rushdies Harun und das Meer der Geschichten sowie Bücher von Ivan Klíma und Hans Magnus Enzensberger. Die anfänglich sechs Werke pro Jahr steigerten sich auf jährlich 40 Werke aus den Bereichen Memoiren, Philosophie, Geschichte, Reportagen, Zeitgeschehen, Belletristik und Übersetzungen. 1990 zog die Redaktion von Cambridge nach Islington um.
1994 kaufte der Eigentümer und Verleger des New York Review of Books Rea Hederman, Granta Magazine und Granta Books und verstärkte den Vertrieb und die Anzahl der herausgegebenen Bücher innerhalb von drei Jahren. 1995 verließ Buford Granta als Herausgeber und wechselte zu dem Magazin The New Yorker als Redakteur. Zu diesem Zeitpunkt lag die Auflage bei knapp unter 100.000.
Auf ihn folgte Ian Jack, der bis 2007 blieb, gefolgt von Jason Cowley, der die Zeitschrift neu gestaltete und eine neue Website einführte, aber nur ein Jahr lang blieb. Zu dieser Zeit lag die Auflage bei etwa 50.000. Seit 2005 ist Granta Magazine im Besitz der schwedischen Tetra-Pak-Erbin, Philanthropin, Anthropologin und Verlegerin Sigrid Rausing. Die Redaktion zog unter Rausing nach Kensington um.
Nachfolgerin von Jason Cowley wurde 2008 Alex Clark, die erste weibliche Redakteurin in der Geschichte des Magazins, die 2009 von John Freeman abgelöst wurde.
Seit 2004 erscheint Granta auch in spanischer Sprache.
2012 wurde auf den US-amerikanischen Markt expandiert. Freeman, der Granta auf 12 nationale Ausgaben erweiterte, verließ Granta 2013. Herausgeberin wurde nun die Eigentümerin Sigrid Rausing.

### Umwandlung in eine Stiftung
2019 ging Granta Magazine und Granta im Granta Trust auf, einer Wohltätigkeitsorganisation zur Förderung neuer und aufstrebender Autoren. Sigrid Rausing wurde Vorsitzende des Stiftungsrats. Weitere Kuratoren wurden die Schriftsteller George Prochnik und Rana Dasgupta.
2019 kaufte die British Library das Archiv von Granta, welches, in etwa 300 Kartons, unter anderem Schriftwechsel des Verlages mit Margaret Atwood, Ian McEwan, Kazuo Ishiguro, Zadie Smith und Raymond Carver, enthielt.
Im April 2023 löste Thomas Meaney Sigrid Rausing als Herausgeber ab.
Die Ausgabe 165 im November 2023 erschien unter dem Titel Deutschland und widmete sich Literatur mit Deutschlandbezug.
Die verkaufte Auflage lag 2023 bei 23.000 Exemplaren.
Seit ihrer Gründung im Jahr 1899 hat Granta 27 Nobelpreisträger veröffentlicht.

## Trivia
1953 wurde der in The Granta publizierte Autor Mark Boxer als Verfasser eines angeblich gotteslästerlichen Gedichts landesweit mit einem Bußgeld belegt, und die Granta-Redaktion musste deswegen kurzzeitig untertauchen und publizierte deswegen zeitweise als Gadfly. Ironischerweise war die ursprüngliche Zeitschrift Gadfly 1889 von den Dekanen der Universität verboten worden und tauchte als The Granta wieder auf.